# 1932 год в истории железнодорожного транспорта
1932 год в истории железнодорожного транспорта

## События
- Введена в эксплуатацию Экспериментальная кольцевая железная дорога ВНИИЖТ.
- На московском заводе «Динамо» созданы первые в СССР тяговые электродвигатели для грузовых электровозов серии ВЛ19.[1]
- В СССР разработано автосцепное устройство СА-3, которое начало применяться на подвижном составе в 1935. Окончательный перевод на автосцепку был завершён в 1957.[1]
- Началось строительство первых участков Байкало-Амурской магистрали.[1]
- В СССР электрифицирован первый магистральный участок Хашури — Зестафони через Сурамский перевал длиной 63 километра.[1]
- 8 февраля — основан Новочеркасский электровозостроительный завод.

## Новый подвижной состав
- 20 апреля — первый спальный вагон с вентиляцией вступает в строй на участке Балтимор — Огайо (США).
- 2 августа — новый советский электровоз серии Сс проходит обкатку на Сурамском перевале.
- 4 октября — выпущен первый паровоз серии ИС (Иосиф Сталин).
- 6 ноября — выпущен первый советский электровоз ВЛ19.
- Началось производство пассажирских паровозов серии Pt31 на заводе Fablok (г. Хшанув, Польша).